# Calabrasella
Calabrasella är ett italienskt kortspel och spelas med en traditionell italiensk kortlek med 40 kort eller med en vanlig fransk-engelsk kortlek, där åttor, nior och tior tagits bort. Tre spelare deltar. 
Spelet går ut på att få poäng genom att ta hem det sista sticket och stick som innehåller kort som är poänggivande: framförallt essen men också tvåorna, treorna och bildkorten. Genom en enkel budgivning utses en spelförare, som spelar mot de andra två. 